# Facultad de Derecho de la Universidad Diego Portales
La Facultad de Derecho de la Universidad Diego Portales es una de las facultades fundadoras de la Universidad Diego Portales (1983). En julio de 2011, logró renovar por siete años su acreditación —el máximo período que se otorga a los programas de pregrado en Chile—, convirtiéndose así en la primera y única universidad no tradicional en acreditar alguna de sus carreras por siete años y la primera carrera de Derecho en el país en lograr la acreditación máxima.

## Historia
Con más de cuatro décadas de existencia, la Facultad de Derecho es una de las fundadoras de la Universidad Diego Portales (UDP) y se ha posicionado entre las mejores de Chile. Fue la primera, en el año 1991, en formar un Centro de Investigación Jurídica en el país, contando en la actualidad con más de 25 profesores de jornada, los cuales poseen una nutrida producción científica y un destacado posicionamiento en el medio. 
En sus inicios, tuvo como primer decano al profesor Jorge Correa Sutil (1983-1990), exministro del Tribunal Constitucional de Chile; a quien sucedió, como segundo decano, el profesor Sergio Illanes Laso (1991-1993), tras un breve interinato de la profesora Andrea Muñoz Sánchez, actual abogada integrante de la Corte de Apelaciones de Santiago; y a aquel le sucedió, como tercer decano el profesor Carlos Peña González (1994-2004), actual rector de la Universidad Diego Portales; quién fuera sucedido, como cuarto decano, por el profesor Andrés Cuneo Macchiavello (2004-2007); siendo sucedido, como quinto Decano, por el Académico Juan Enrique Vargas Viancos (2007-2017), su sexto Decano fue el profesor Marcelo Montero Iglesis (2017-2020) quien renunció dedbido de a las presiones ejercidas por la toma feminista y estallido social del 2019, Héctor Hérnandez (2020-2021) asumió de manera interina el decanato; actualmente y como séptimo Decano se encuentra en el cargo el abogado penalista Jaime Couso Salas (2021-)   . 
Durante sus dos primeras décadas de existencia, destacó el trabajo de un grupo de sus profesores en políticas públicas, que contribuyeron a diversas reformas en la justicia chilena, de las que la más significativa fue la reforma del procedimiento penal , que culminó con el nuevo Código Procesal Penal de Chile. Muchas de las investigaciones en esta línea se publicaron en los Cuadernos de Análisis Jurídico.
En los últimos años,[¿cuándo?] esta Facultad ha recibido un fuerte impulso en el área del derecho privado, gracias a su trabajo conjunto con la Fundación Fernando Fueyo Laneri, en la que se mantiene una de las bibliotecas especializadas más importantes del país y que publica la Revista Chilena de Derecho Privado y en la que se llevan a cabo diversos proyectos de investigación referidos al derecho civil.

## Organización y autoridades
Conforme a los estatutos de la Universidad Diego Portales, las diversas Facultades están dirigidas por un decano y un director de carrera. A su vez, la Escuela de Derecho cuenta con un secretario de estudios y un coordinador académico, además de autoridades administrativas como el coordinador de facultad.
Además de estas autoridades unipersonales, asiste al decano en la conducción de la facultad un órgano representativo y biestamental denominado Consejo de Facultad, el que es integrado por representantes de los académicos y de los estudiantes. Dicho órgano de la facultad —que se elige por votación directa de los académicos, e indirecta de los estudiantes— tiene una génesis preestatutaria, pues pese a que este existe desde la fundación de la facultad, los estatutos de la Universidad sólo reconocen y crean estos órganos en 2004.
| Consejo de Facultad 2011        | Consejo de Facultad 2011                 |
| ------------------------------- | ---------------------------------------- |
| Prof. Carlos Pizarro Wilson     | Prof. Eduardo Jara Castro                |
| Prof. Leonor Etcheberry Court   | Prof. Alejandra Aguad Deik               |
| Prof. Héctor Hernández Basualto | Prof. Cristián Venegas-Puga Galleguillos |
| Prof. Lidia Casas Becerra       | Est. Nicolás Yánez Cerda                 |

En la actualidad, ostentan las máximas dignidades Juan Enrique Vargas Viancos, decano; Ester Valenzuela Rivera, directora de escuela; Carolina Gutiérrez Pinto, secretaria de estudios; y María Pía Albarracín, coordinadora de extensión e internacionalización.
A lo largo de la historia, la facultad ha tenido como decanos a abogados de diversas casas de estudios, que han destacado tanto en el ejercicio privado de la profesión, como en diferentes ámbitos del servicio público.[cita requerida]
| Decano                            | Período     |
| --------------------------------- | ----------- |
| Dr. Jorge Correa Sutil            | (1983-1990) |
| Dr. Sergio Illanes Laso           | (1991-1993) |
| Dr. Andrea Muñoz Sánchez (i)      | (1951)      |
| Dr. Carlos Peña González          | (1994-2004) |
| Dr. Andrés Cuneo Macchiavello     | (2004-2007) |
| Dr. Ester Valenzuela Rivera(i)    | (2008)      |
| Dr. Juan Enrique Vargas Viancos   | (2008-2017) |
| Dr. Marcelo Montero Iglesis       | (2017-2020) |
| Dr. Héctor Hernández Basualto (i) | (2020-2021) |
| Dr. Jaime Couso Salas             | (2021-)     |

## Publicaciones

### Informes de investigaciones
Las obras más relevantes son:
- Prisión preventiva y demás medidas cautelares personales en el nuevo proceso penal. Cristián Riego R.
- Discriminación en contra de la mujer. Gastón Gómez B., Rodolfo Figueroa G.
- Leyes de desacato y libertad de expresión. Felipe González M.
- Problemas en torno a la reconfiguración del Ministerio Público en América Latina. Mauricio Duce J.
- Racionalización de la posesión efectiva. Jorge Correa Sutil, Alejandra Aguad Deik.
- El recurso de inaplicabilidad: funcionamiento de la acción o recurso de inaplicabilidad, crónica de un fracaso. Gastón Gómez B.
- Recursos destinados a la Justicia en Chile: análisis de su evolución y productividad. Juan Enrique Vargas Viancos.
- Poder Judicial y mercado: ¿quién debe pagar por la justicia?. Jorge Correa S., Carlos Peña G., Juan Enrique Vargas V.
- La modernización de la Justicia Militar: un desafío pendiente. Jorge Mera Figueroa.